# Predatoroonops anna
Predatoroonops anna é uma das espécies de aranha do gênero Predatoroonops descobertos por pesquisadores do Instituto Butantan, com os resultados da pesquisa publicados em 2012.

## Etimologia
O nome específico (anna) se refere à personagem Anna, interpretada por Elpidia Carrilo no filme O Predador; ela é uma das guerrilheiras capturadas pelas tropas de Dutch (interpetado por Arnold Schwarzenegger, protagonista do filme).

## Diagnóstico
Machos de Predatoroonops anna diferem das outras espécies pelo sulco estreito e alongado do subdistal e curta apófise subdistal, curvada dorsalmente na sua extremidade distal. Fêmeas podem ser distinguidas facilmente das espécies restantes pelo receptáculo dobrado e alongado, de grande base e placa apodema atravessada uma sobre a outra.